# Millenium Mix
Millenium Mix – piąte wydawnictwo zespołu Classic, podsumowujące dotychczasową karierę zespołu. Na płycie znajdują fragmenty 30 utworów w formie specjalnych megamiksów. Aranżacje piosenek zostały zmienione i są utrzymane w klimacie muzyki dyskotekowej. Nad brzmieniem i miksowaniem czuwali doświadczeni muzycy i producenci - Dariusz Trzewik i Witold Waliński.

## Lista utworów
1. Classic Top Dance Mix – 20:15
2. Soft Dance Mix – 20:07
3. Romantic Mix – 14:25
4. Mixer Mix – 10:30

## Skład zespołu
- Robert Klatt
- Mariusz Winnicki

## Informacje dodatkowe
- Realizacja miksów: Dariusz "PLAY" Trzewik, Witold "MIX" Waliński, Robert Klatt
- Mastering: Studio "PLAY & MIX"
- Projekt okładki: Krzysztof Walczak
- Wydawca: Cezary Kulesza